# Неоспоримый 4
«Неоспоримый 4» (амер. Boyka: Undisputed) — американский спортивный боевик со Скоттом Эдкинсом в главной роли, являющийся продолжением фильма «Неоспоримый 3».
Производство осуществлялось и контролировалось основными продюсерами — Боазом Дэвидсоном, Джоном Томпсоном, Марком Гиллом, Лесом Уэлдоном и Айзеком Флорентайном. Сценарий написали Дэвид Н. Уайт и Тони Мошер по сюжету Боаза Дэвидсона. В качестве режиссёров были наняты Тодор Чапканов и Айзек Флорентайн, срежиссировавший два предыдущих фильма. Несмотря на то, что в титрах режиссёром  значится только Чапканов, в действительности Флорентайн также занимался режиссёрской работой, однако был вынужденно упомянут в титрах лишь в качестве продюсера по причине того, что из-за рака, диагностированного у его супруги перед началом съёмок, он не был уверен в готовности полноценно срежиссировать фильм.
Съёмочный период проходил с июня по 31 июля 2015 года в Болгарии. Чтобы найти дистрибьюторов для выпуска ленты в прокат, права на распространение фильма были выставлены на продажу 22 сентября 2016 года на фестивале Fantastic Fest в США, где также был проведён закрытый спецпоказ для потенциальных покупателей. В результате права на распространение в США были приобретены компанией Universal Pictures Home Entertainment, которая выпустила ленту в официальный прокат 1 августа 2017 года на DVD и Blu-ray без показов в кинотеатрах. В России, в отличие от предыдущих фильмов, «Неоспоримый 4» не был выпущен на физических носителях и поступил в продажу только на цифровых платформах 31 октября того же года при поддержке компании «Вольга».

## Сюжет
После событий предыдущего фильма проходит несколько лет. Юрий Бойка живёт в Киеве, где тренируется и проводит бои, заручившись поддержкой менеджера Кирила. Тем временем в российской тюрьме «Чёрные холмы», где Юрий был некогда неоспоримым чемпионом, появился новый чемпион — безумный заключённый по прозвищу «Кошмар». Во время квалификационного поединка, победитель которого сможет участвовать в международном европейском чемпионате по смешанным боевым единоборствам в Будапеште, Бойка случайно убивает своего соперника — российского бойца Виктора Грегова. Терзаемый чувством вины, он решает встретиться с его вдовой, для чего принимает решение отправиться в Россию, что может окончиться для него вполне плачевно, учитывая то, что он беглый преступник.
Воспользовавшись поддельным паспортом, Юрий благополучно добирается до города Дровни, где находит вдову бойца — Альму, работающую с детьми в детском саду. Выясняется, что Виктор и Альма находились в финансовой зависимости от местного криминального авторитета Зураба, который теперь, зная, что её муж мёртв, заставляет оплачивать долг, считая её своей собственностью. Юрий наведывается в клуб «Вулкан», где Альма работает по ночам официанткой, и обнаруживает, что к ней никого не подпускают, грубо пообщавшись с самим Зурабом в конечном итоге. Содержа подпольную арену в клубе «Вулкан», где Игорь Казмир — подпольный чемпион, одерживает победу за победой, утверждая, что это его ринг, Зураб занимается поисками опасного противника, который сможет показать грандиозное представление, в то время как приходит Юрий Бойка и предлагает ему сделку: он проведёт за него на ринге три поединка, после чего Альма получит полную свободу. Зураб соглашается, но оставляет за собой право менять правила договорённости.
Сперва Бойка выступает против местного бойца Бориса Тарсова и побеждает его, на что Зураб реагирует весьма негативно. Юрий просит Альму подсказать место для тренировок, и последняя приводит его в зал, где тренировался Виктор. Затем, во втором бою Юрий дерётся против двух соперников — братьев Озёровых, и, несмотря на полученную в процессе травму поясницы, выигрывает поединок. Альма начинает понимать, что Бойка движим благородными чувствами, и пытается помочь ему, изготовив лекарство для поясницы, однако злится на него за предложение покинуть город. Зураб настраивает Альму против Юрия, говоря о том, что смерть её мужа далеко не несчастный случай, а также говорит о том, что после того как Юрий выиграет все поединки, он собирается убить его. С Юрием связывается его менеджер, Кирил, говоря о том, что пора возвращаться, ведь всё готово для проведения чемпионата, на что Бойка просит выкроить некоторое время. Зураб связывается с людьми из российской тюрьмы «Чёрные холмы», заключив с ними сделку: они привезут своего чемпиона, чтобы устроить бой против Юрия Бойка, взамен Зураб сдаст им его вне зависимости от исхода поединка. Альма решает узнать правду о муже у Юрия, на что тот даёт объяснения: он был очень плохим человеком, за что сидел в ужаснейших тюрьмах, где прошёл через невиданное количество боёв, мечтая о том, что однажды сможет стать выше. И вот, когда перед ним появилась возможность, он не видел перед собой человека — для него это был лишь шанс показать себя и выбиться в новую лигу, осуществив тем самым свою давнюю мечту. Но теперь он жалеет о содеянном всем сердцем — вера в Бога помогла ему найти себя и свой путь. Всё, что ему нужно, это прощение. Альма колеблется и уходит.
Проведя третий поединок против местного чемпиона Игоря Казмира, Бойка намеревается покинуть город — он уже пропустил автобус, ведь его ожидает чемпионат в Будапеште. Не желая отпускать Альму, Зураб заставляет Юрия провести ещё один поединок с «истинным чемпионом», которым оказывается специально привезенный из «Чёрных холмов» боец «Кошмар». Но несмотря на достаточную разницу в весе и силовых показателях, Юрий всё же одерживает победу.
Зураб приказывает своим людям убить Юрия и пытается увести Альму. В ходе драк и перестрелок Бойка получает пулевые ранения в плечо и колено, но несмотря на это, хватает пистолет и продолжает преследовать Зураба. Настигнув Зураба, он понимает, что тот не собирается отпускать Альму и сделка для него — пустое место. Зураб стреляет в Юрия, но благодаря сопротивлению Альмы Бойка добирается до первого и избивает его, задушив в конечном итоге. Альма держит истекающего кровью Юрия и предлагает скрыться, так как ещё есть шанс, однако тот просит у неё прощения и смиряется со случившимся. Появляется полиция, которая арестовывает бойца.
Проходит полгода. Юрий отбывает срок в России, в тюрьме строгого режима «Черные холмы», где его навещает Альма. Она показывает ему рисунки, сделанные детьми, постоянно наблюдавшими за его тренировками, а также говорит, что благодарна Юрию за то, что тот вернул ей достоинство и свободу, за что и прощает его. С новыми силами Юрий Бойка вновь возвращается на старый тюремный ринг, показывая всем ликующим заключённым, что именно он — неоспоримый чемпион этого ринга.

## В ролях
| Актёр               | Роль                    |
| ------------------- | ----------------------- |
| Скотт Эдкинс        | Юрий Бойка              |
| Теодора Духовникова | Альма                   |
| Алон Абутбул        | Зураб                   |
| Юлиан Вергов        | Слава                   |
| Брахим Аччабакке    | Игорь Казмир            |
| Пол Чахиди          | Кирил                   |
| Пети Петков         | Доминик                 |
| Валентин Ганев      | начальник тюрьмы Марков |
| Мартин Форд         | Кошмар                  |
| Башар Рахаль        | Скаут                   |
| Эмильен де Фалько   | Виктор                  |
| Троян Миленов       | Борис Тарсов            |

## Номинации и награды
- 2017 — Jackie Chan Action Movie Awards[англ.]
  - «Лучший актёр боевика» — победа (Скотт Эдкинс)
  - «Лучший бой» — победа

## Будущее серии «Неоспоримый»
В апреле 2019 года на фестивале Fighting Spirit в Бирмингеме Скотт Эдкинс заявил, что сомневается в том, что когда-либо вернётся к роли Юрия Бойки.
В следующем месяце на кинорынке Каннского кинофестиваля было объявлено о том, что компании Millennium Films и Empire Films занялись разработкой телесериала о Юрии Бойке, начало съёмок которого планировалось на март 2020 года на студии Nu Boyana Film Studios в Болгарии, где были сняты последние три фильма серии. Согласно сюжету, после условно-досрочного освобождения из тюрьмы Бойка отправится на крупнейший турнир по боям без правил, проходящий в Нью-Йорке. На должность режиссёра был традиционно назначен Айзек Флорентайн. В ноябре 2021 года глава Millennium Media Джеффри Гринстейн объявил в рамках Американского кинорынка, что съёмки телесериала запланированы на 2022 год.
13 июля 2022 года на своём YouTube-канале, отвечая на вопрос, состоится ли «Неоспоримый 5», Скотт Эдкинс заявил, что у него есть готовый и достойный сценарий, однако необходимо убедить продюсеров одобрить его.